# ارل بارون
ارل بارون (انگلیسی: Earl Barron؛ زادهٔ ۱۴ اوت ۱۹۸۱) بازیکن بسکتبال اهل ایالات متحده آمریکا است.

## حرفه
از باشگاه‌هایی که در آن بازی کرده‌است می‌توان به پورتلند تریل بلیزرز، میامی هیت، گلدن استیت واریرز، میلواکی باکس، فینیکس سانز، واشینگتن ویزاردز، و نیویورک نیکس اشاره کرد.

## جوایز
وی در مسابقات کشوری و بین‌المللی در مجموع برندهٔ ۱ مدال برنز شده‌است.